# Годдард, Штефани
Штефани Годдард (нем. Stephanie Goddard; род. 15 февраля 1988, Ринтельн, Нижняя Саксония) — немецкая футболистка, нападающая.

## Клубная карьера
Штефани Годдард родилась от смешанного брака немки и англичанина в городе Ринтельн, но провела своё детство в Гютерсло, и поэтому первые шаги в футболе были сделаны ей в местной команде «Гютерсло 2000». В 2002 году вместе с молодёжной командой этого клуба она стала чемпионкой Германии, а год спустя сумела дебютировать за сборную Германии (до 15 лет).
С 2004 года она начала выступать за основную команду «Гютерсло 2000». В сезоне 2005/06 ей удалось забить восемь мячей, но это позволило клубу в итоге занять второе место в турнирной таблице второй Бундеслиги «Север». Штефани поступило предложение о переходе в команду Бундеслиги «Бад-Нойенар», но она была вынуждена отклонить его из-за желания окончить школу.
В начале 2007 года газета «Neue Westfälische» признала её лучшей спортсменкой года в районе Гютерсло. 1 мая 2007 года она подписала контракт с «Дуйсбургом 2001». Её дебют в Бундеслиге состоялся в матче против «Франкфурта» 26 августа 2007 года, который закончился со счётом 8:1 в пользу «Дуйсбурга». В 2009 году вместе с командой ей удалось выиграть Лигу Чемпионов, одолев в финальном матче Звезду-2005. В этом же году она одержала победу и в выиграть кубке Германии. В этом клубе она играла до 2011 года, сумела провести в Бундеслиге 28 игр и забить 10 мячей.
В 2011 году она отыграла сезон в США за «Вирджиния Бич Пираньяс», где в 10 матчах отличилась 11 раз, а после подписала контракт с бременским «Вердером», выступающим во второй Бундеслиге «Север». Дебют в новой команде состоялся в матче кубка Германии 13 августа 2011 года против « Рипсдорфа», причём, единственный гол, принесший победу бременкам, забила сама Годдард.

## Карьера в сборной
В 2006 году она становится основным игроком сборной Германии (до 19 лет), за которую сумела отличиться 11 раз в 17 играх. 1 октября 2006 года ей удалось забить четыре гола в ворота сборной Австрии. Позже Штефани выиграла с этой сборной юниорский Чемпионат Европы (до 19 лет), причём Годдард играла в финале против Англии, но была заменена на 62 минуте на Имке Вюббенхорст.
Позже она привлекалась к играм за сборную до 21 года, но отыграла всего шесть игр и отличилась лишь однажды. Кроме того она приняла участие в летней Универсиаде, проходившей в Белграде, поскольку в то время обучалась в Техническом Университете Дортмунда.